# Любимов, Александр Васильевич
Александр Васильевич Любимов (31 марта (12 апреля) 1898, Москва, Российская империя — 5 июня 1967, Москва, РСФСР) — советский государственный деятель, народный комиссар, министр торговли СССР (1939—1948).

## Биография
Родился в рабочей семье. Русский. В 1957 г. окончил заочное отделение Высшей кооперативной школы в Москве.
В 1918 г. добровольцем ушел в РККА: служил красноармейцем.
В 1923—1925 гг. пожарный пожарной охраны Москвы. С 1925 г. работал на парфюмерной фабрике «Свобода» в Москве: рабочим, мастером, секретарем партийной организации. Одновременно в 1929 г. окончил вечернюю профсоюзную школу.
- 1931—1932 гг. — председатель Октябрьского райпрофсовета Москвы.
- 1932—1934 гг. — заместитель председателя Октябрьского районного Совета Москвы по рабочему снабжению.
- 1934—1936 гг. — председатель Октябрьского районного общества потребителей, затем директор райпищеторга.
- 1936—1937 гг. — председатель Коминтерновского райисполкома Москвы.
- 1937—1939 гг. — народный комиссар внутренней торговли (с января 1938 г. — торговли) РСФСР.
- 1939—1948 гг. — народный комиссар (с марта 1946 г. — министр) торговли СССР.
- 1948—1949 гг. — член Бюро по торговле при Совете Министров СССР.
- 1949—1954 гг. — начальник Главного управления городской кооперативной торговли Центросоюза — заместитель председателя Центросоюза.
- 1954—1957 гг. — председатель правления Роспотребсоюза.

Член РКП(б) с июля 1924 г. Член Центральной Ревизионной Комиссии ВКП(б) в 1939—1952 гг. Депутат Верховного Совета СССР 2 созыва.
С августа 1957 г. персональный пенсионер союзного значения.
Похоронен в Москве на Новодевичьем кладбище.

## Награды и звания
Награждён орденом Ленина. Генерал-лейтенант интендантской службы (1943).